# Thiersheim
Thiersheim là một đô thị trong huyện Wunsiedel bang Bayern thuộc nước Đức.